# 1951年逝世人物列表
1951年逝世人物列表：1月 - 2月 - 3月 - 4月 - 5月 - 6月 - 7月 - 8月 - 9月 - 10月 - 11月 - 12月
下面是1951年逝世的知名人士列表。

## 1月

### 3日
- 喬治·德羅西尼斯，希臘作家、詩人、學者和編輯

### 5日
- 權田保之助，日本社會學家和理論家

### 6日
- 肯·勒·布雷頓，澳大利亞賽車手
- 梅拉·塔爾維奧，芬蘭作家，諾貝爾文學獎提名

### 7日
- 勒內·蓋農，法國形而上學家
- 呂西安·奎諾，法國生物學家

### 10日
- 辛克莱·刘易斯，美國作家，諾貝爾獎獲得者

### 12日
- 雅克·德·巴龍切利，法國導演兼編劇
- Albert Guay，加拿大殺人犯（被處決）
- 薩克森親王馬克西米利安

### 13日
- 多蘿西婭·貝特，英國古生物學家，考古動物學先驅
- 弗洛倫斯·卡恩，美國女演員
- 弗朗切斯科·瑪律凱蒂·塞爾瓦吉亞尼，義大利羅馬天主教紅衣主教和傑出人物

### 15日
- 歐內斯特·斯文頓，英國陸軍上將[1]

### 16日
- 石井常次郎，日本海軍上將

### 17日
- 弗蘭齊斯庫斯·亨內曼，南非名義主教和牧師

### 18日
- 艾米·卡邁克爾，愛爾蘭駐印度傳教士
- 傑克·霍爾特，美國演員

### 21日
- 宮本百合子，日本小說家

### 22日
- 哈拉尔德·玻尔，丹麥數學家和足球運動員[2]

### 23日
- 羅伯特·布萊克漢姆，英國將軍和作家

### 27日
- 卡尔·古斯塔夫·埃米尔·曼纳海姆，芬蘭軍事領袖和政治家，芬蘭第6任總統

### 28日
- 多米尼克·薩爾瓦多·詹蒂萊，美國飛行員
- 佩塔爾·杜賈姆·蒙扎尼，義大利羅馬天主教大主教和牧師

### 29日
- 弗蘭克·塔蘭特，澳大利亞板球運動員

### 30日
- 费迪南德·保时捷，奥地利汽车设计师和企业家

## 2月

### 1日
- 布拉斯·塔拉塞納·阿吉雷，西班牙考古學家

### 3日
- 乔杜里·拉赫玛特·阿里，巴基斯坦開國元勛之一
- 载沣，清朝太子

### 8日
- 弗利茨·蒂森，德國商人和實業家
- 澤蒙特·申齊拉爾茲，波蘭指揮官

### 9日
- 埃迪·杜欽，美國鋼琴家和樂隊指揮

### 13日
- 勞埃德·道格拉斯，美國作家

### 14日
- 安德列斯·巴貝羅，巴拉圭科學家和植物學家

### 18日
- 萊曼·吉爾摩，美國航空先驅
- 米洛什·斯洛瓦克，捷克畫家

### 19日
- 安德烈·紀德，法國作家，諾貝爾獎獲得者

### 22日
- 阿爾弗雷德·林德利，美國奧運賽艇運動員 - 男子八人制

### 28日
- 亨利·阿姆斯壯，美國拳擊手和詞曲作者
- 詹尼娜·拉斯，義大利女高音

## 3月

### 1日
- 瑪麗亞·狄金，英國社會改革家

### 2日
- 卡西亞諾·孔扎蒂，義大利植物學家、探險家和蕨類動物學家
- 艾爾·泰勒，美國演員

### 4日
- 安娜·貝倫丁·安東尼，挪威工會會員和政治家
- 佐爾坦·梅斯萊尼，匈牙利羅馬天主教神父、主教、殉道者和祝福者

### 6日
- 艾弗·諾韋洛，英國演員、音樂家和作曲家
- 弗拉基米尔·温尼琴科，烏克蘭政治家、政治活動家、作家、劇作家和藝術家，烏克蘭第一任總理

### 7日
- 朗實·巴育拉薩克迪親王

### 8日
- 查理斯·科爾曼，美國演員

### 10日
- 幣原喜重郎，日本外交官，日本第31任首相

### 11日
- 亞諾什·茲蘇帕內克，普雷克穆爾耶斯洛維尼亞詩人和作家

### 12日
- 阿尔弗雷德·胡根贝格，德國商人和政治家

### 13日
- 安茨·卡尤蘭德，愛沙尼亞反共分子、自由鬥士和森林兄弟[3]

### 14日
- 瓦爾·盧頓，美國製片人和編劇

### 16日
- 雅努什·耶德熱耶維奇，波蘭政治家和教育家，波蘭第24任總理

### 17日
- 奧地利卡爾·阿爾佈雷希特大公

### 19日
- 德米特羅·多羅申科，蘇聯政治人物

### 20日
- 阿爾弗雷多·巴克里索，厄瓜多第19任總統

### 21日
- 威廉·门格尔贝格，荷蘭指揮家

### 24日
- 何塞·恩里克·瓦雷拉，西班牙軍官

### 25日
- 埃迪·柯林斯，美國棒球運動員（芝加哥白襪隊）和美國職業棒球大聯盟名人堂成員
- 奧斯卡·蜜雪兒，美國電影製片人

### 31日
- 拉爾夫·福布斯，美國演員

## 4月

### 2日
- 米哈伊尔·弗拉基米尔斯基，蘇聯政治家

### 4日
- 乔治·阿尔伯特·史密斯，耶穌基督後期聖徒教會第八任會長

### 5日
- 強㭽，越南革命領袖

### 6日
- 羅伯特·布魯姆，英國古生物學家

### 9日
- 威廉·皮叶克尼斯，挪威物理學家和氣象學家

### 11日
- 彼得·恩澤瑙爾，加拿大政治家
- 喬·金，美國演員

### 14日
- 欧内斯特·贝文，英國勞工領袖、政治家和政治家
- 阿爾·克裡斯蒂，加拿大電影導演和製片人

### 16日
- 阿道夫·博爾姆，俄裔美國舞蹈家和編舞家

### 18日
- 安東尼奧·奧斯卡·德·弗拉戈索·卡爾莫納，葡萄牙第96任總理和葡萄牙第11任總統

### 19日
- 弗蘭克·霍普金斯，美國職業騎手、士兵

### 20日
- 伊万诺埃·博诺米，義大利政治家和政治家，義大利第25任總理

### 21日
- 蘭伯圖斯·約翰內斯·托克索佩斯，荷蘭鱗翅目動物學家

### 22日
- 霍勒斯·多尼索普，英國真菌學家

### 23日
- 查理斯·道斯，美國第30任副總統，諾貝爾和平獎獲得者

### 25日
- 希亞姆，印地語演員

### 26日
- 阿诺·索末菲，德国物理学家

### 29日
- 路德维格·维特根斯坦，奥地利数学家和哲学家

## 5月

### 1日
- Klymentiy Sheptytsky，蘇聯東正教神父、殉道者和祝福者

### 2日
- 阿爾方斯·德·沙托布里昂，法國作家
- 曼蘇爾·本·阿卜杜勒阿齊茲·沙特，沙特政治家

### 3日
- 荷梅羅·曼齊，阿根廷探戈作詞家和作家

### 5日
- 埃迪·鄧恩，美國演員
- 約翰·弗林，澳大利亞醫療服務先驅[4]
- 安德羅尼庫斯·魯登科，希臘東正教牧師和祝福

### 6日
- 亨利·卡頓·德·維亞特，比利時第23任首相

### 7日
- 華納·巴克斯特，美國演員

### 8日
- 派特·哈蒂根，美國演員兼導演

### 10日
- 尼古拉·穆沙諾夫，保加利亞第23任總理

### 16日
- 弗朗索瓦·海珊珊諾，法國工程師

### 17日
- 第一代伯德伍德男爵威廉·伯德伍德，英國陸軍元帥
- 瑪麗·艾米莉亞·摩爾，紐西蘭長老會駐華傳教士
- 貞明皇后，大正天皇的皇后

### 18日
- 加斯帕爾·阿圭羅·巴雷拉斯，古巴作曲家、鋼琴家和作曲家

### 20日
- 瑪格麗特·梅林頓，英裔美國作家

### 23日
- 安東尼奧·甘杜西奧，義大利演員

### 25日
- 弗朗茨·克萊佈施，德國演員
- 保拉·馮·普雷拉多維奇，奧地利詩人和作家

### 27日
- 湯瑪斯·布拉米，澳大利亞陸軍元帥

### 29日
- 范妮·布萊斯，美國藝人
- 安東尼奧·莫斯卡，義大利畫家

### 30日
- 赫尔曼·布洛赫，奧地利作家
- 雷金納德·蒂爾維特，英國海軍上將

## 6月

### 1日
- 何塞·阿萊揚德里諾，菲律賓將軍
- 拉斐爾·阿爾塔米拉·克雷維亞，西班牙歷史學家和法學家
- 路德維格·奧斯卡，愛沙尼亞畫家

### 4日
- 謝爾蓋·庫塞維茲基，俄羅斯出生的指揮家

### 7日
- 保羅·布洛貝爾，德國黨衛軍軍官（被處決）
- 維爾納·布勞恩，德國黨衛軍軍官（被處決）
- 埃裡希·瑙曼，德國黨衛軍軍官（被處決）
- 奧托·奧倫多夫，德國黨衛軍軍官（被處決）
- 奥斯瓦尔德·波尔，德國黨衛軍軍官（被處決）

### 9日
- 梅奧·梅托，美國女演員

### 11日
- 西村琢磨，日本將軍（被處決）

### 13日
- 班·奇夫利，澳大利亞政治家，澳大利亞第16任總理

### 16日
- 彼得·帕夫連科，蘇聯作家和編劇
- 湯瑪斯·艾倫·戈茲伯勒，美國政治家，1921 年至 1939 年擔任美國眾議院議員，1939 年至 1951 年擔任美國地區法官

### 21日
- 美國天文學家查理斯·狄龍·佩林發現了木星的兩顆衛星（喜馬拉利亞和埃拉拉）
- 維爾·基維涅米，芬蘭政治家[5]

### 25日
- 費迪南德·布迪基，克羅埃西亞先驅

### 27日
- 大衛·沃菲爾德，美國舞台演員

### 28日
- 瑪麗亞·皮亞·馬斯蒂納，義大利羅馬天主教修女和祝福

### 29日
- 胡安·里韋羅·托雷斯，玻利維亞工程師和政治家

## 7月

### 2日
- 斐迪南德·索爾布魯赫，德國外科醫生

### 3日
- 塔德烏什·博羅夫斯基，波蘭作家和記者

### 9日
- 哈利·海爾曼，美國棒球運動員（底特律老虎隊）和美國職業棒球大聯盟名人堂成員
- 埃格伯特·范·阿爾斯泰恩，美國詞曲作者和鋼琴家[6]

### 13日
- 阿诺德·勋伯格，奥地利作曲家

### 15日
- 弗洛倫蒂諾·科蘭特斯，菲律賓詩人

### 17日
- 查理斯·德斯普蘭克斯，法國無政府主義者和記者
- 里亞德·阿爾·索爾，兩屆黎巴嫩總理

### 18日
- 盧多維科·迪·卡波里亞科，義大利蜘蛛學家
- 安蒂·尤蒂萊寧，芬蘭農民和政治家

### 20日
- 阿卜杜拉一世，約旦国王，被刺
- 埃利亞斯·阿胡亞·安德里亞，西班牙慈善家、政治家、商人和學者
- 普魯士王儲威廉

### 23日
- 羅伯特·弗萊厄蒂，美國電影製片人
- 菲利普·贝当，法國第一次世界大戰元帥，維希法國領導人，法國第78任總理

### 25日
- 亨里克·拉姆齊，芬蘭政治家和經濟學家

### 26日
- 尤薩斯·加布裡斯，立陶宛政治家和外交官

### 30日
- 馬克斯·霍頓，英國海軍上將

### 31日
- 趙基天，韓國詩人

## 8月

### 14日
- 威廉·赫斯特，美國報紙出版商

### 15日
- 阿圖爾·施納貝爾，奧地利出生的猶太古典鋼琴家

### 16日
- 路易士·朱維特，法國演員兼導演

### 19日
- 瓦迪斯瓦夫·弗羅布萊夫斯基，波蘭政治家、科學家、外交官和律師，波蘭臨時總理

### 21日
- 康斯坦特·蘭伯特，英國作曲家

### 24日
- 亨利·里維耶，法國畫家
- 安東尼奧·桑切斯·德·布斯塔曼特·西爾文，古巴律師

### 26日
- 比爾·巴里爾科，加拿大曲棍球運動員

### 28日
- 羅拔·赫遜·獲加，美國演員

## 9月

### 1日
- 路易士·拉維爾，法國哲學家
- 沃爾斯，德國畫家和攝影師

### 2日
- 安托萬·比貝斯科，羅馬尼亞貴族、律師、外交官和作家

### 3日
- 埃內斯蒂娜·萊庫納·卡薩多，古巴鋼琴家、音樂家、教育家和作曲家
- 恩理觉，義大利羅馬天主教香港主教和牧師
- 謝爾蓋·沃羅諾夫，俄羅斯出生的法國外科醫生

### 5日
- 馬里奧·埃洛伊，葡萄牙畫家

### 7日
- 瑪麗亞·蒙特茲，多明尼加女演員
- 約翰·弗蘭奇·斯隆，美國藝術家

### 9日
- 安東·戈洛彭西亞，羅馬尼亞社會學家
- 吉布森·高蘭，英國演員

### 10日
- 朱塞佩·穆萊，義大利作曲家和指揮家

### 15日
- 哈辛托·格雷羅，西班牙作曲家

### 17日
- 弗朗齊謝克·努什爾，捷克斯洛伐克天文學家和數學家
- 吉米·揚西，美國鋼琴家和作曲家

### 18日
- 馬頓·拉特凱，匈牙利演員
- 朝永三十郎，日本哲學家

### 26日
- 伊萬·迪明塞斯庫，羅馬尼亞軍官

### 27日
- 奧古斯托·德·瓦斯孔塞洛斯，葡萄牙外科醫生、政治家和外交官，葡萄牙第57任總理

### 29日
- 湯瑪斯·卡希爾，美國足球教練

## 10月

### 4日
- 海莉耶塔·拉克斯，HeLa 細胞系的美國鼻祖

### 6日
- 威爾·基思·凱洛格，美國實業家，凱洛格公司創始人
- 奧托·邁爾霍夫，德國出生的醫生和生物化學家

### 12日
- 萊昂·埃羅爾，澳大利亞出生的演員和喜劇演員

### 14日
- 赫爾曼·查理斯·博斯曼，南非作家和記者

### 16日
- 亚克特·阿里·汗，巴基斯坦政治家，被刺
- 薩阿德·阿克巴爾·巴布拉克，阿富汗刺客

### 17日
- 約瑟夫·法卡斯，匈牙利貴族、法學家和政治家

### 23日
- 老費爾南多·坡，菲律賓演員

### 24日
- 艾爾·貝克，美國魔術師
- 西約特蘭公爵卡爾王子
- 克拉倫斯·斯圖爾特·威廉姆斯，美國海軍上將

### 25日
- 奧爾良的阿美莉，葡萄牙王后

### 26日
- 威廉·西德尼·菲努坎，美國商人和政治家
- 奧斯卡·佩雷斯·索利斯，西班牙炮兵軍官、工程師、法學家和政治家

### 28日
- 麥迪·克利斯蒂安斯，奧地利女演員

### 30日
- 古斯塔夫·斯梅爾德，挪威法學家

## 11月

### 3日
- 阿列克謝·巴達耶夫，蘇聯官員
- 理查·華萊士，美國電影導演

### 4日
- 赫利法·貝爾卡塞姆，阿爾及利亞 chaabi 歌手

### 5日
- 阿格裡皮娜·瓦加諾娃，蘇聯芭蕾舞演員
- 雷吉·沃克，南非奧運運動員

### 9日
- 路易吉·貝爾特拉姆·誇特羅基，義大利羅馬天主教平信徒和祝福
- 西格蒙德·羅姆伯格，匈牙利出生的美國作曲家

### 13日
- 尼古拉·梅特纳，蘇聯鋼琴家和作曲家

### 14日
- 盧多維科·基吉·阿爾巴尼·德拉·羅韋雷，馬爾他王子和最高團長

### 15日
- 羅伯特·埃利奧特，美國演員

### 20日
- 湯瑪斯·昆蘭，英國歌劇演唱家
- 盧·斯庫斯，加拿大漫畫家

### 23日
- 恩里希塔·阿爾菲里，義大利羅馬天主教宗教人士
- 居正，中國政治家

### 25日
- 伊斯特萬·弗裡德里希，匈牙利第24任總理
- 哈裡·利弗塞奇，美國將軍

### 27日
- 提拉瓦，斯洛伐克小說家

### 29日
- 普拉馬泰什·巴魯阿，印度演員、導演和編劇

## 12月

### 1日
- 費利克斯·佩特雷克，奧地利作曲家

### 4日
- 佩德羅·薩利納斯，西班牙詩人

### 5日
- 無鞋喬·傑克森，美國棒球運動員（芝加哥白襪隊）

### 6日
- J·愛德華·布隆伯格，匈牙利出生的角色演員
- 安德烈·戈贝尔，法國網球運動員
- 哈羅德·羅斯，美國編輯

### 10日
- 阿尔杰农·布莱克伍德，英國作家

### 11日
- 第一代艾迪生子爵克裡斯托弗·艾迪生，英國政治家和醫生
- 塞利姆·帕爾姆葛籣，芬蘭作曲家、鋼琴家和指揮家

### 12日
- 比爾·巴頓，美國演員

### 15日
- 第七代珀斯伯爵埃裡克·德拉蒙德，英國外交官，國際聯盟第一任秘書長

### 19日
- 巴頓·亞伯勒，美國演員
- 翁貝托·卡蘇托，義大利拉比和聖經學者

### 20日
- 安東·杜爾科維奇，奧匈帝國出生的羅馬尼亞羅馬天主教主教和祝福

### 23日
- 恩里克·桑托斯·迪塞波羅，阿根廷探戈和米隆加音樂家和作曲家

### 24日
- 拉斐爾·羅塞蒂，義大利工程師和海軍軍官

### 31日
- 馬克沁·利特維諾夫，俄國革命家和蘇聯外交官

## 日期不詳
- 斯特凡·布里利亞努，羅馬尼亞將軍、工程師、發明家和學者